# La Misericordia
La Misericordia är en ort i Mexiko.   Den ligger i kommunen San Diego de la Unión och delstaten Guanajuato, i den centrala delen av landet, 270 km nordväst om huvudstaden Mexico City. La Misericordia ligger 2 011 meter över havet och antalet invånare är 157.
Terrängen runt La Misericordia är huvudsakligen platt, men åt nordost är den kuperad. Runt La Misericordia är det ganska glesbefolkat, med 31 invånare per kvadratkilometer. Närmaste större samhälle är San Diego de la Unión, 19,7 km nordväst om La Misericordia. Trakten runt La Misericordia består till största delen av jordbruksmark.